# Bjelovar
Bjelovar (česky Bělovar nebo Bělovár, maďarsky Belovár) je město v Chorvatsku. Nachází se v Bjelovarsko-bilogorské župě, jejímž je správním střediskem. V Bjelovaru v roce 2011 žilo 27 204 obyvatel, v celé opčině zahrnující dalších 30 sídel žije dohromady 40 276 obyvatel.

## Název
Název Bjelovar vznikl od slovanského slova bílý, v chorvatštině bijeli s přidáním maďarské koncovky -vár, označující opevněné místo. Znamená tedy bílou pevnost/bílé město. Slovo Bjelovar tak vzniklo podobně jako např. název města Vukovar nebo Daruvar. Název je poprvé připomínán v roce 1420. Ve středověku se také objevují i jeho varianty zcela chorvatské, bez maďarské koncovky, a to Beloblatje, resp. Bjeloblaće, které však postupem času vymizely a přestaly se používat.

## Poloha
Město se nachází v severozápadním Chorvatsku, na rozhraní mezi centrálním Chorvatskem a regionem Slavonie. Rozkládá se na jižním podhůří pohoří Bilogora, mezi přítoky řeky Čazma s názvem Bjelovacka a Plavnica. Vzdušnou čarou se Bjelovar nachází 70 km východně od chorvatské metropole Záhřebu, 120 km severozápadně od Slavonského Brodu, 60 km jihovýchodně od Varaždína a 245 km jihozápadně od Budapešti.
Jeho nadmořská výška činí v průměru 135 m n. m. Jižním směrem se mírně svažuje až do několik kilometrů vzdáleného širokého údolí řeky Čazmy, směrem na sever začínají kopce pohoří Bilogora. Východně od obce Sveto Trojstvo se nacházejí rozsáhlejší plochy lesů. Území administrativní jednotky Město Bjelovar (chorvatsky Grad Bjelovar) má rozlohu 191,9 km2.
Podnebí v Bjelovaru je mírné. Zimy jsou mírně chladné a léta horká. Roční úhrn srážek zde činí okolo 900 mm ročně. V zimě vane většinou severní vítr, na jaře východní, v létě jižní. Roční průměrná teplota pro Bjelovar činí 12 °C.

## Historie
První písemná zmínka o Bjelovaru pochází z roku 1413, oblast však byla kontinuálně osídlená velmi dlouhou dobu předtím. Z evidence církevního majetku jsou doložení vlastníci tehdejších pozemků, sídel a staveb z 14. a 15. století. Z těchto dokumentů tak lze zjistit nejstarší podobu celého regionu. Před začátkem století šestnáctého začali do oblasti současného města pronikat Turci; celý kraj byl zpustošen, spousta místních obyvatel utíkala do bezpečného Záhoří nebo dále na západ. V oblasti kontaktu obou armád byla budována různá opevnění. Ta byla administrativně součástí tzv. Varaždínského generalátu, který zahrnoval celé pohraniční pásmo.
V místě dnešního Bjelovaru stála již v roce 1626 pevnost (doložena je ještě jednou v roce 1644, a to pod názvem „castell Welowär“). V této době jako hraničáři přišli do regionu i pravoslavní Slované, většinou Srbové, resp. Vlasi. V roce 1756 bylo za vlády Marie Terezie zbudováno moderní opevnění. O téměř dvacet let později byl dekretem císařovny povýšen na město s právem konat trhy. Jeho výsady se rovněž rozšířily i v oblasti vojenské, neboť bylo začleněno do tzv. Vojenské hranice, tedy militarizovaného pásma mezi Habsburskou monarchií a Osmanskou říší. V roce 1761 přišel do Bjelovaru Piaristický řád, který inicioval zbudování farního kostela sv. Terezie z Avily, dále i kláštera a školy. Prvních několik žáků se v Bjelovaru učilo od roku 1776. V závěru 18. století se rozvíjelo ve městě a jeho okolí také tkalcovství.
V roce 1776 byla založena první pošta a roku 1832 město získalo první knihovnu a čítárnu, od roku 1859 byla v provozu první tiskárna.
Roku 1874 byl prohlášen královským svobodným městem. Ustanoveno bylo také jako sídlo Bjelovarsko-križevecké župy, jedné ze 64 správních jednotek tehdejšího Uherska. V roce 1880 postihlo město vážné zemětřesení, které poškodilo především dominantní kostel. Jeho špatný stav byl dlouhou dobu předmětem diskuzí, roku 1886 se nakonec místní městský úřad rozhodl pro obnovu. Po vstoupení nového zákona o obcích v Chorvatsko-slavonském království v roce 1881 schválilo město nový statut, který začal platit roku 1883.

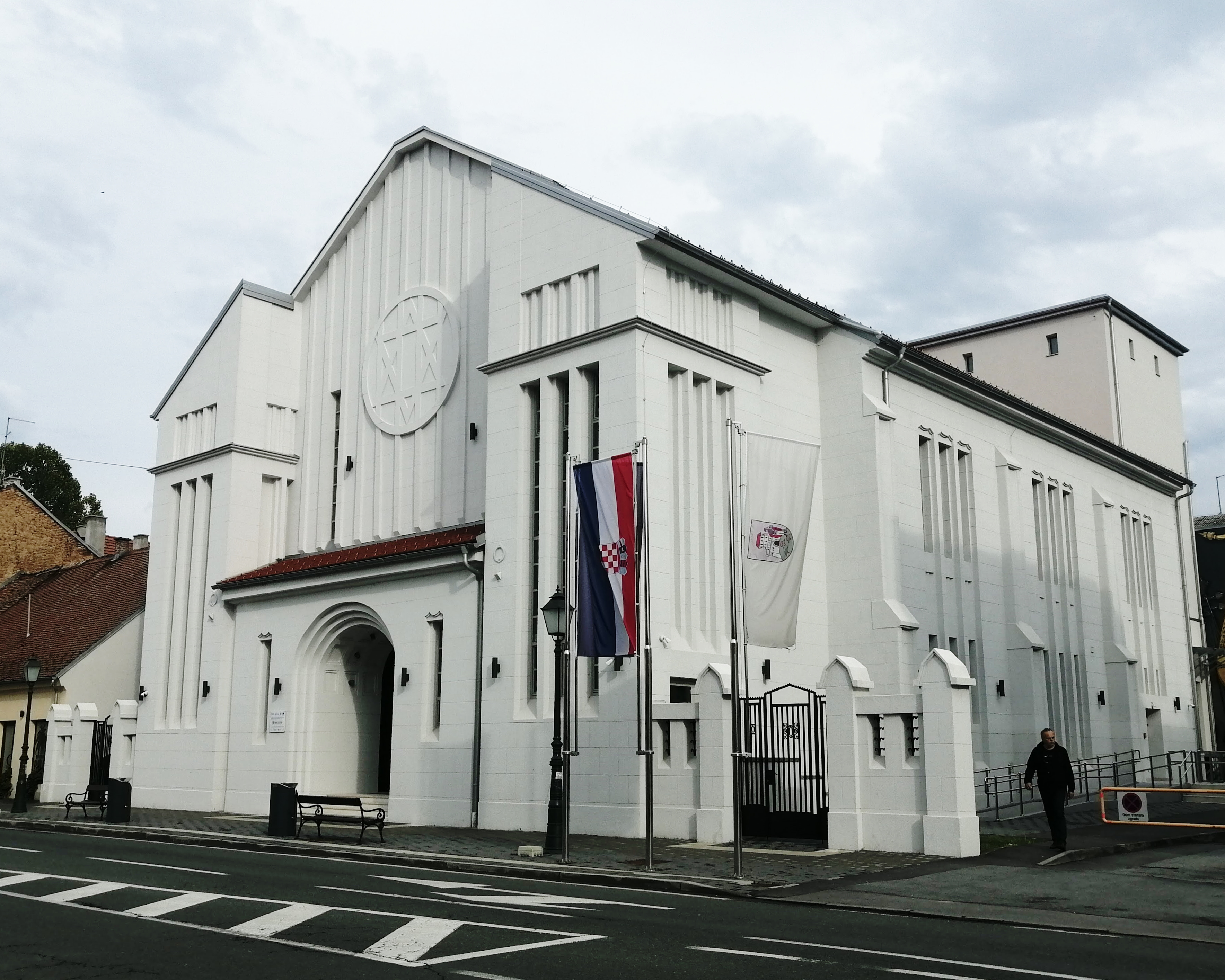
Synagoga

Na počátku 20. století zde byla vystavěna řada veřejných budov a nových domů, převážně v secesním stylu. Gymnázium získalo novou budovu roku 1901. Dům místního Sokola byl dokončen roku 1912 podle návrhu architekta Dionise Sunka, v dalším roce byla otevřena i synagoga. Rychlý rozvoj města přerušila první světová válka. Dle posledního rakousko-uherského sčítání lidu zde žilo v roce 1910 7 231 obyvatel, z nichž bylo 5270 Chorvatů, 839 Srbů, 333 Maďarů, 316 Čechů a 315 Němců.
Ve dvacátých letech působil v okolí Bjelovaru Josip Broz Tito, který byl členem oblastního výboru jugoslávské komunistické strany. Ta působila v meziválečném období ilegalitě. V roce 1932 zde došlo k velké stávce, která trvala několik týdnů a zapojilo se do ní 230 dělníků továrny Smev. Ve 30. letech byla iniciována výstavba plaveckého bazénu. Roku 1938 bylo v Bjelovaru zprovozněno také veřejné osvětlení.
Na začátku dubna 1941, kdy došlo na území království Jugoslávie k vypuknutí druhé světové války, došlo k Bjelovaru k povstání místních jednotek královské armády proti centrální vládě. Vypuklo dne 8. dubna 1941, jen dva dny po začátku konfliktu a přerostlo ve střety mezi vojáky a policií. Zabito bylo okolo třiceti lidí, jugoslávská vláda nakonec nad městem zcela ztratila kontrolu. Následně se Bjelovar stal součástí Nezávislého státu Chorvatsko, administrativně byl začleněn do župy Bilogora. Během války zde bylo zabito na 200 Srbů chorvatskými ustašovci. V roce 1943 zde byl zformován partyzánský oddíl, který tvořilo zhruba tři sta lidí. 28. února 1945 bylo město bombardováno americkým letectvem; cílem byly hlavně ale dopravní tepny (železnice, silnice a mosty), samotný Bjelovar za války příliš poškozen nebyl (na rozdíl např. od Slavonského Brodu). Partyzánské vojsko osvobodilo město dne 5. května 1945.
V roce 1949 bylo v Bjelovaru ustanoveno městské muzeum. Značným problémem po válce byl nicméně nedostatek bytů, a proto byla zahájena rozsáhlá bytová výstavba. Zasáhla například jižní okraj samotného středu města, kde byly do pravoúhlé uliční sítě vestavěny modernistické bytové bloky. Stržena byla řada nízkých domů většinou ve špatném stavu. V roce 1960 byla dokončena budova nové pošty. V rámci industrializace města byla rozvíjena nová průmyslová zóna, ve které sídlily např. podniky Tehnogradnja a Elektrometal. Vyráběly se zde také traktory značky Tomo Vinković. Nová pracovní místa budila zájem u řady lidí z okolního venkova, díky čemuž značným způsobem rostl počet obyvatel. Aby infrastruktura odpovídala potřebám zvětšujícího se města, byla například. rozšířena místní nemocnice a vybudováno nové autobusové nádraží. V socialistické Jugoslávii patřil Bjelovar k rozvinutějším a hospodářsky prosperujícím městům.
Po roce 1991 a rozpadu Jugoslávie i Bjelovar zasáhla válka, byť jen v omezené míře. Místní bezpečnostní složky svedly boj o kasárna v lokalitě Vojnovići, která byla pod kontrolou Jugoslávské lidové armády. 29. září 1991 zde zahynulo 11 chorvatských vojáků, jugoslávští vojáci se vzdali, chorvatská strana získala značné množství techniky a zbraní a přístup k místnímu muničnímu skladu. Město si tuto událost dodnes připomíná jako den města. Bjelovar stál na rozdíl od řady dalších slavonských měst a obcích nicméně stranou frontové linie a byl tak uštědřen většiny ničení, které bylo během konfliktu příznačné.
V prosinci 2009 nechal papež Benedikt XVI. založit v Bjelovaru diecézi Bjelovar-Križevci. Za svého prvního biskupa jmenoval Vjekoslava Huzjaka. V roce 2011 mělo město samotné 27 024 obyvatel a celá administrativní jednotka (Bjelovar s přilehlými sídly) celkem 40 276 obyvatel.
Výhledově mají být v Bjelovaru vybudovány lázně. Města by také měla dosáhnout i rychlostní komunikace D12, která napojí Bjelovar na chorvatskou dálniční síť.

## Obyvatelstvo

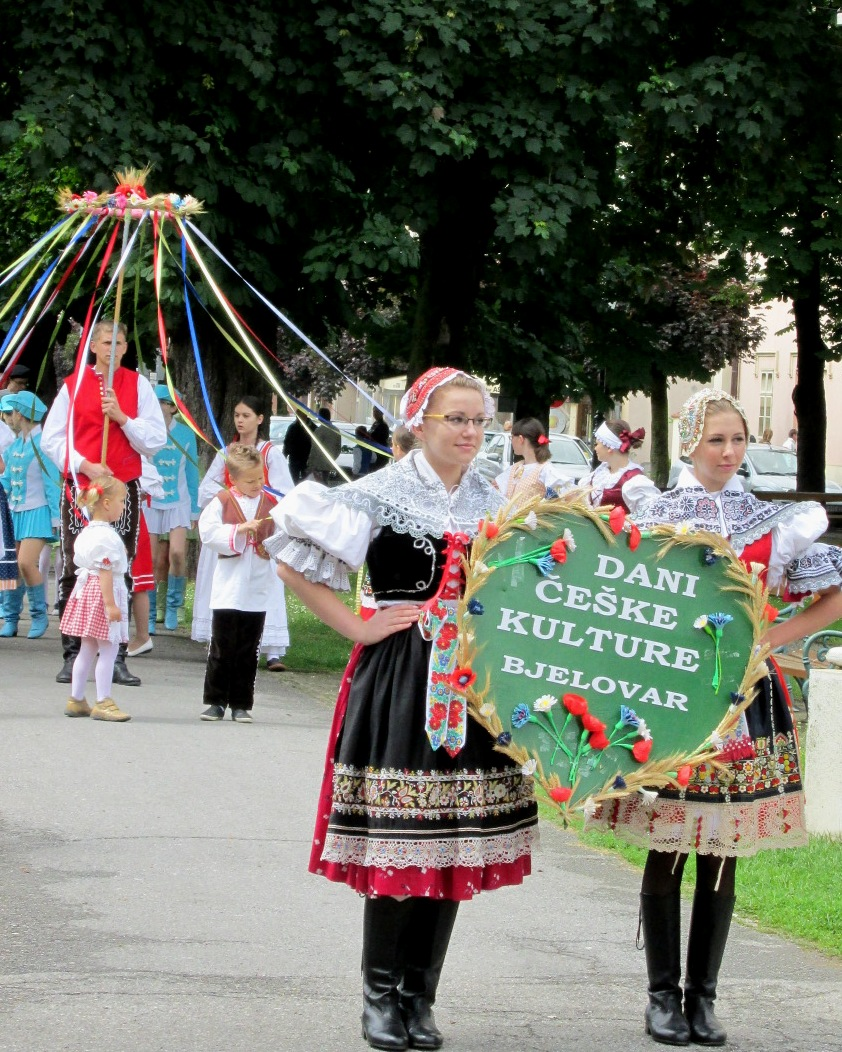
Dny české kultury v Bjelovaru

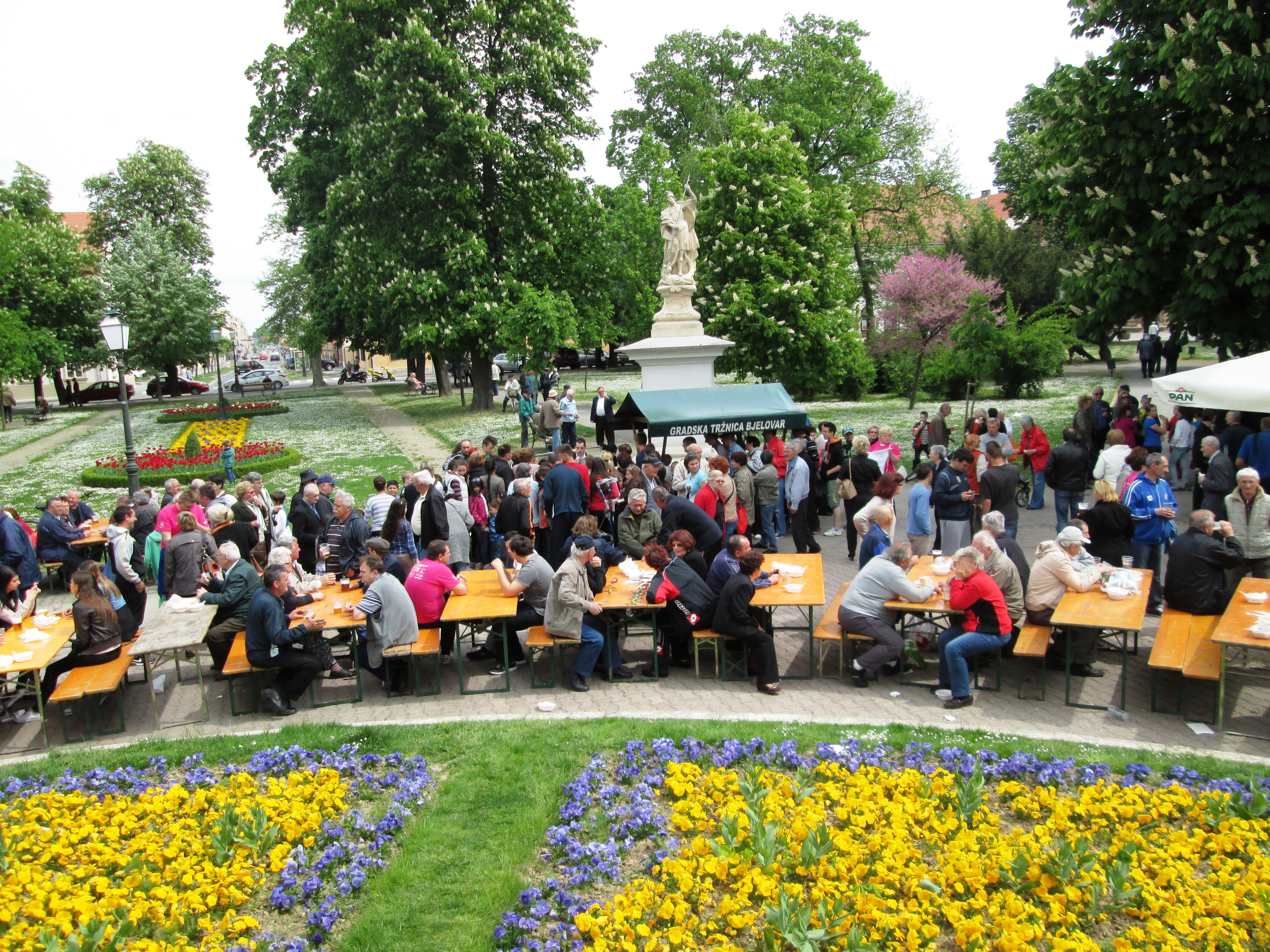
Oslavy 1. máje

V roce 2011 žilo na území města Bjelovaru 40 276 obyvatel. Z nich 36 753, tedy 91,25 %, bylo chorvatské národnosti a 1 877, tj. 4,66 % se přihlásilo k národnosti srbské. V roce 2001 bylo při sčítání lidu evidováno v Bjelovaru 27 783 lidí a roku 1991 26 926 osob.
Mezi dalšími národnostními menšinami, které jsou v Bjelovaru zastoupené, jsou i další národnosti z bývalé Jugoslávie a dále i Maďaři, Romové a Češi. Dle údajů ze sčítání lidu z roku 2011 se k české národnosti přihlásilo 148 osob, což je 0,37 % obyvatel Bjelovaru. Zhruba třetina z nich uvedla češtinu jako svůj rodný jazyk.

## Administrativní členění
Pod město Bjelovar patří ještě dalších 30 okolních sídel. Administrativní dělení města Bjelovar je následující:
- Bjelovar (samotné město)
- Breza
- Brezovac
- Ciglena
- Galovac
- Gornje Plavnice
- Gornji Tomaš
- Gudovac
- Klokočevac
- Kokinac
- Kupinovac
- Letičani
- Mala Ciglena
- Malo Korenovo
- Novi Pavljani
- Novoseljani
- Obrovnica
- Patkovac
- Prespa
- Prgomelje
- Prokljuvani
- Puričani
- Rajić
- Stančići
- Stare Plavnice
- Stari Pavljani
- Tomaš
- Trojstveni Markovac
- Veliko Korenovo
- Zvijerci
- Ždralovi

## Ekonomika

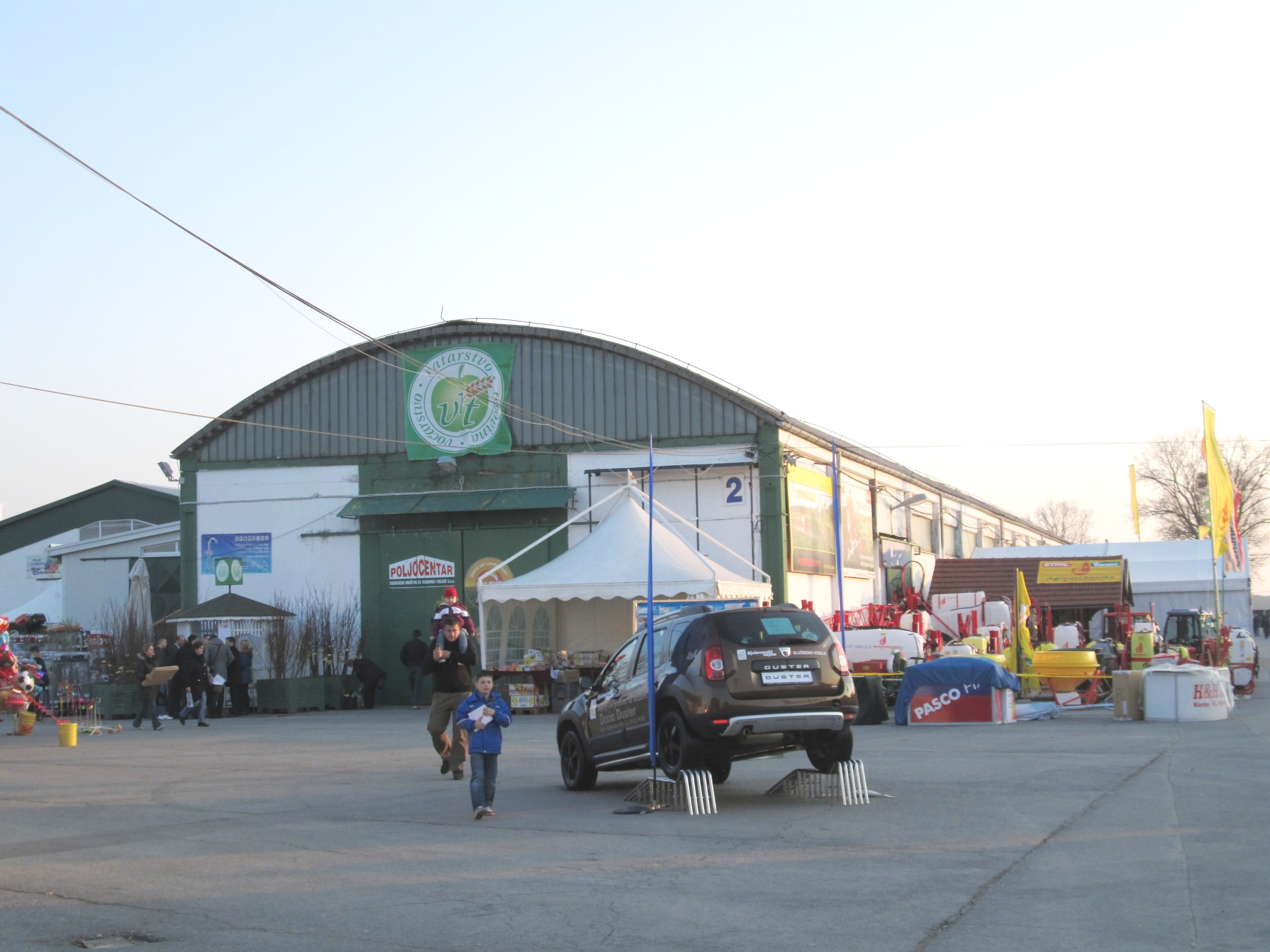
Bjelovarský veletrh

Město Bjelovar se řadí mezi průmyslově značně aktivní města v zemi. Má značně rozvinutý potravinářský a dřevozpracující průmysl.
Tradiční je místní sýr a další mléčné výrobky. Vyváženy jsou sýry typu bilogorac, podravac atp. Mezi velké potravinářské společnosti, které v Bjelovaru sídlí, patří společnost Sirela, dále výrobce oplatek Koestlin a další.

## Kultura
V Bjelovaru působí městské muzeum, pobočka chorvatského státního archivu, knihovna Petra Preradoviće, kulturní a multimediální centrum Bjelovaru, Dům kultury a řada dalších institucí. Svoji pobočku zde má i organizace chorvatských Čechů, Česká obec. V letech 1943 až 1962 působila v Bjelovaru i pobočka chorvatského Národního divadla (chorv. Gradsko narodno kazalište).

### Kulturní památky

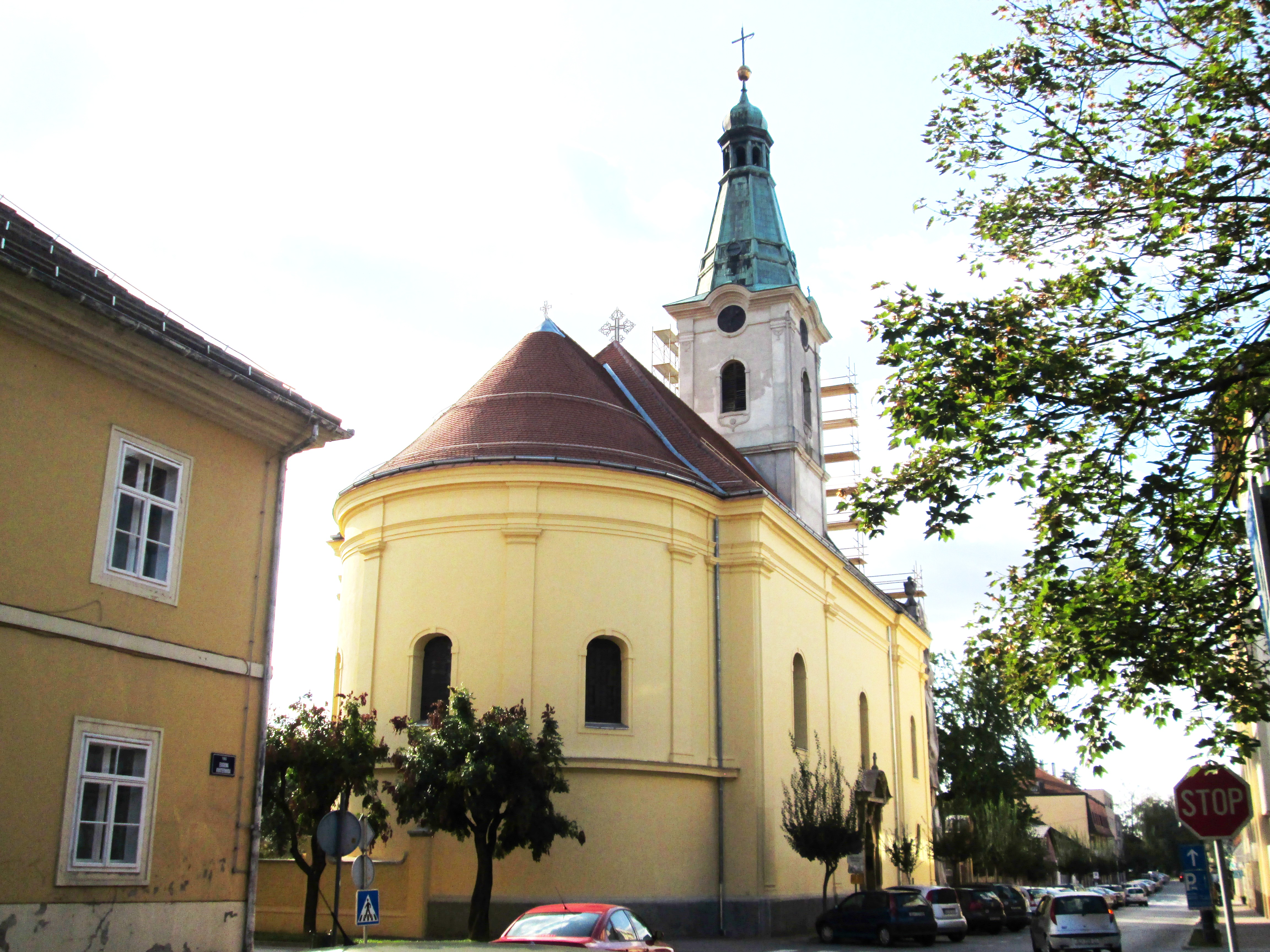
Pravoslavný kostel v Bjelovaru

Mezi kulturní památky v Bjelovaru patří následující:
- Katedrála svaté Terezie z Avily. V roce 1761 přišli do města čeští piaristé Hubert a Ignác Diviš, kteří ve městě našli jen kapli. Proto byl v letech 1765-1770 postaven farní kostel sv. Terezie z Avily. Zvonice je z roku 1774. V roce 1880 byl kostel poškozen zemětřesením a roku 1888 je přestavěl rakouský architekt Hermann Bollé. 29. září 1991 byl kostel během bojů mezi chorvatskou a jugoslávskou armádou zasažen granátem, který usmrtil tři lidi. 5. prosince 2009 papež Benedikt XVI. zřídil bjelovarskou diecézi a kostel se stal katedrálou
- Kamenný altán v centrálním parku, zbudovaný v roce 1943 a největší altán svého druhu v Evropě.
- Čtyři barokní sochy v hlavním parku: Socha sv. Terezie Avilské, socha sv. Jiří, socha sv. Jeleny Križarice a Jana Nepomuka.
- Budova městského muzea
- Budova vojenského velitelství z roku 1756, dnes sloužící jako radnice
- Pravoslavný kostel sv. Trojice z roku 1772
- Synagoga z roku 1913
- Budova čítárny z roku 1832
- Sokolský dům z roku 1912.
- Památník Barutana padlým během chorvatské války za nezávislost
- Památník Lug věnovaný obětem druhé světové války
- Památník Borik připomínající oběti druhé světové války
- Lidová knihovna Petra Preradoviće
- Budova gymnázia z roku 1901.

## Školství
V Bjelovaru působí 5 základních škol, 8 škol středních (z nich jedno gymnázium) a některé studijní obory Univerzity v Záhřebu případně Univerzity v Rijece lze studovat i v tomto městě.

## Známé osobnosti
- Vojin Bakić (1915–1992), jugoslávský sochař
- Juraj Hrženjak (1917–2020), politik
- Teodor Romanić (1926–2019), bosenský dirigent a skladatel a univerzitní profesor
- Boško Petrović (1935–2011), jazzový hudebník
- Hrvoje Horvat (* 1946), házenkář a trenér
- Goran Tribuson (* 1948), spisovatel
- Đurđa Adlešič (* 1960), politik
- Momčilo Bajagić Bajaga (* 1960), srbský pop-rockový zpěvák, autor písně Moji drugovi
- Mirko Bašić (* 1960), házenkářský brankář
- Gordan Jandroković (* 1967), politik
- Zoran Mamić (* 1971), fotbalista
- Hrvoje Horvat (* 1977), házenkář a trenér
- Ognjen Vukojević (* 1983), fotbalista a trenér
- Filip Gavranović (* 1991), házenkář
- Borut Puc (* 1991), chorvatsko-slovinský tenista

## Partnerská města
- Novalja, Chorvatsko
- Pakrac, Chorvatsko
- Rubiera, Itálie
- Ascoli Piceno, Itálie
- Novi Vinodolski, Chorvatsko
- Visoko, Bosna a Hercegovina
- Tomislavgrad, Bosna a Hercegovina